# Новгородская кормчая
Новгородская кормчая (Софийская кормчая 1282 года, Климентовская кормчая) — средневековый пергаментный манускрипт, представляющий собой кормчую книгу — свод церковных и светских законов.
Иногда называется «первым русским сводом законов», «русской Magna Carta Libertatum».
Является старейшим сохранившимся списком первоначальной русской редакции Кормчей книги, сформировавшейся в 1270-х годах при митрополите Киевском Кирилле II. 

## Характеристики книги
- размеры 31х23х15 см[2]
- 631 листов
- вес около 5 кг[1]
- материалы: пергамент, железо-галловые чернила, киноварь, доски, кожа, металл.
- текст написан в 2 столбца уставным письмом
- Язык: старославянский и церковнославянский

## История рукописи
В 1274 году по инициативе митрополита Кирилла II во Владимире был проведён Собор епископов русской церкви, на котором в целях устранения разногласий был принят новый свод канонического права.
На средства архиепископа Климента и по поручению князя Дмитрия Александровича в 1280-1282 годах в Новгороде была создана редакция Кормчей книги, ставшая официальным сводом канонического права для Новгородской кафедры.
Использовалась в Великом Новгороде для проведения судебных процессов, о чём свидетельствуют многочисленные частные пометки.
После покорения Иваном III Новгорода, рукопись была изъята из Софийского собора (архиепископской казны) и увезена в Москву, как символ подчинения Новгорода.
В 1526 году при Василии III рукопись была возвращена в Новгород по просьбе архиепископа Макария.
В XV веке были сделаны новые переплёт и обложка книги. 
В 1658 году рукопись находилась среди келейных книг патриарха Никона.
В 1806 внимание к Новгородской кормчей привлёк Н. М. Карамзин, сообщившей о её находке в письме М. Н. Муравьёву. В 1815 году рукопись впервые описана К. Ф. Калайдовичем.
Далее следы рукописи появляются в Синодальной (Патриаршей) библиотеке.
Одним из ведущих исследователей кормчей считается Я. Н. Щапов, опубликовавший ключевые работы в 1960-х и 1970-х годах.
В 1920 году в составе синодального собрания книга была передана в Государственный Исторический Российский музей.
В 2015 году закончилась реставрация рукописи под руководством Татьяны Авдусиной, в ходе которой документ также был оцифрован.
В настоящее время хранится в коллекции рукописей и старопечатных книг Государственного Исторического музей.

## Содержание кормчей
В основе кормчей лежит византийский Номоканон, составленный в ѴI веке Константинопольским патриархом Иоанном Схоластиком. А именно его славянский перевод, сделанный для Болгарской церкви во второй половине XI века. Но также в данную кормчую были включены и местные юридические документы.
Книга содержит 70 пронумерованных глав, а также 30 дополнительных текстов.
Среди материалов кормчей особо отмечают:
- полный текст канонов, заимствованный из «Древнеболгарского номоканона» (Древнеславянская, Ефремовская)
- толкования, заимствованные из «Сербского номоканона» (Сербская редакции Кормчей, список которой был прислан в 1262 болгарским деспотом Иаковом Святославом по просьбе митрополита Кирилла II)
- древнейший список Русской Правды (в пространной редакции)
- Летописец вскоре с древнейшим упоминанием о призвании варягов
- Церковный устав Владимира
- Церковный устав Ярослава
- правила Владимирского собора 1274 года
- Закон судный людям
- Устав князя Святослава Ольговича
- Правила и послание митрополита Иоанна
- древнейший русскоязычный глоссарий, содержащий толкования 174 терминов на древнегреческом, древнееврейском и церковнославянском языках[8]